# Hipoxia fetal
La hipoxia fetal es una disminución del aporte de oxígeno en la sangre, que puede comprometer el bienestar del feto durante el embarazo o especialmente en el momento del nacimiento.
Se origina en diversas situaciones, como alteraciones de la función placentaria o al ajustarse alrededor del cuello del feto el cordón umbilical, lo que puede impedir el paso de sangre al cerebro del feto, produciéndole posibles secuelas o la muerte.
La hipoxia fetal puede causar daños celulares que se producen dentro del sistema nervioso central (el cerebro y la médula espinal). Esto da lugar a un aumento de la tasa de mortalidad, incluido un mayor riesgo de síndrome de muerte súbita del lactante (SMSL). La falta de oxígeno en el feto y el recién nacido ha sido considerada como un factor de riesgo primario o como un factor de riesgo contribuyente en numerosos trastornos neurológicos y neuropsiquiátricos como la epilepsia, el trastorno por déficit de atención e hiperactividad, los trastornos alimentarios y la parálisis cerebral.

## Causas
Hay varias causas para la hipoxia fetal. La causa más prevenible es el tabaquismo materno. Se ha demostrado que fumar cigarrillos por parte de las mujeres embarazadas tiene una amplia variedad de efectos deletéreos en el feto en desarrollo. Entre los efectos negativos están la hipoxia tisular inducida por el monóxido de carbono y la insuficiencia placentaria, que provoca una reducción del flujo sanguíneo del útero a la placenta, con lo que se reduce la disponibilidad de sangre oxigenada para el feto. Se ha demostrado que la insuficiencia placentaria como resultado del tabaquismo tiene un efecto causal en el desarrollo de la preeclampsia. 
Si bien algunos estudios anteriores han sugerido que el monóxido de carbono del humo del cigarrillo puede tener un efecto protector contra la preeclampsia, un estudio reciente realizado por el Consorcio de Genética de la Preeclampsia en el Reino Unido determinó que los fumadores tenían cinco veces más probabilidades de desarrollar preeclampsia. Se ha demostrado que la nicotina sola es un teratógeno que afecta al sistema nervioso autónomo, lo que aumenta la susceptibilidad a los daños cerebrales inducidos por la hipoxia. La anemia materna en la que también se ha implicado el tabaquismo es otro factor asociado con la hipoxia fetal. El tabaquismo de las mujeres embarazadas causa una disminución de los glóbulos rojos nucleados maternos, reduciendo así la cantidad de glóbulos rojos disponibles para el transporte de oxígeno.
La lesión cerebral perinatal que se produce como resultado de la asfixia de nacimiento, que se manifiesta dentro de las 48 horas siguientes al nacimiento, es una forma de encefalopatía isquémica hipóxica. 

## Diagnóstico
La hipoxia intrauterina puede ser diagnosticada a través de la oximetría fetal.

## Tratamiento
Actualmente se sabe que el tratamiento de los lactantes que sufren asfixia de nacimiento mediante la disminución de la temperatura corporal central es una terapia eficaz para reducir la mortalidad y mejorar el resultado neurológico en los supervivientes, y la terapia de hipotermia para la encefalopatía neonatal iniciada dentro de las seis horas siguientes al nacimiento aumenta considerablemente las posibilidades de supervivencia normal en los lactantes afectados.
Desde hace mucho tiempo se debate si los recién nacidos con asfixia de nacimiento deben ser resucitados con 100% de oxígeno o con aire normal. Se ha demostrado que las altas concentraciones de oxígeno conducen a la generación de radicales libres de oxígeno, que tienen un papel en la lesión por reperfusión después de la asfixia. La investigación de Ola Didrik Saugstad y otros condujo a nuevas directrices internacionales sobre resucitación de recién nacidos en 2010, que recomiendan el uso de aire normal en lugar de 100% de oxígeno.

## Epidemiología
En los Estados Unidos, la hipoxia intrauterina y la asfixia de nacimiento se clasificaron juntas como la décima causa de muerte neonatal.

## Sociedad
La hipoxia fetal es también un factor causante de defectos de nacimiento cardíacos y circulatorios, la sexta condición más costosa, así como el nacimiento prematuro y el bajo peso al nacer, la segunda más costosa, y es uno de los factores que contribuyen al síndrome de dificultad respiratoria infantil (SDR), también conocido como enfermedad de la membrana hialina, la condición médica más costosa de tratar y la causa número uno de mortalidad infantil.
| La condición médica más cara tratada en los hospitales de EE. UU. 4 de cada 10 relacionadas con la hipoxia intrauterina/asfixia de nacimiento | Coste   | Cargo del hospital |
| 1. Síndrome de dificultad respiratoria infantil                                                                                               | 45,542$ | 138,224$           |
| 2. Nacimiento prematuro y bajo peso al nacer                                                                                                  | 44,490$ | 119,389$           |
| 6. Defectos de nacimiento cardíacos y circulatorios                                                                                           | 35,960$ | 101,412$           |
| 9. Hipoxia intrauterina o asfixia de nacimiento                                                                                               | 27,962$ | 74,942$            |

## Medicolegal
En los Estados Unidos, el Informe Anual de 2006 del Banco Nacional de Datos de Médicos sobre los casos relacionados con la obstetricia representó el 8,7% de todos los informes de pago por mala práctica médica de 2006 y tuvo los montos de pago medios más altos (333.334 dólares).